# 24 часа (2-й сезон)
Второй сезон американского драматического сериала «24 часа», также известный как «Второй день», впервые выходил в эфир с 29 октября 2002 года по 20 мая 2003 года, на канале Fox. Сезон начинается и заканчивается в 8:00 утра. Длительность 1 серии 51 минута без перерывов, в отличие от стандартных 43 минут.

## Обзор сезона
Действие второго сезона происходит через 18 месяцев после первого сезона. Основной сюжет сезона рассказывает о нынешнем президенте США Дэвиде Палмере и агенте Джеке Бауере, которые противостоят террористам, намеревающимся взорвать ядерную бомбу в Лос-Анджелесе. Вводят в действие женщину Кэйт Ворнер, которая в дальнейшем будет помогать КТО (CTU).
Этот сезон можно разбить на две части:
1. В первой КТО пытается предотвратить ядерную атаку на Лос-Анджелес ближневосточной террористической ячейки.
2. Во второй Джек и КТО пытаются предотвратить ответный удар США, опровергая улики против невинной ближневосточной страны.

### Основные сюжетные линии
- После смерти беременной Тэри Бауэр в конце первого сезона, Джек Бауэр уходит из КТО.
- Ким находится в бегах из-за того, что спасла маленькую девочку от жестокого отца.
- Кейт Уорнер подозревает, что жених её сестры террорист.
- КТО взорвали при помощи С4, чтобы парализовать работу КТО.
- Джорж Мэйсон облучается смертельной дозой радиации.
- Джек пытается восстановить свои отношения со своей дочерью и беспокоится о её безопасности.
- Из-за пыток террористов у Джека останавливается сердце, но его реанимируют и в дальнейшем он испытывает боль в сердце.
- Президент Палмер сталкивается с предателями в собственном кабинете, которые попытаются отстранить его от власти для продвижения своей собственной повестки дня.
- Начинают развиваться личные отношения между Тони Алмейда и Мишель Десслера.
- Отношения между Джеком Бауэром и Кейт Уорнер также начинают развиваться.

### Сюжет
Сезон начинается и заканчивается в: 8:00 утра; первая сцена сезона происходит в Сеуле, Южная Корея (полночь в Сеуле).
Первые пятнадцать часов идёт поиск и обезвреживание ядерной бомбы. После обезвреживания бомбы, история сосредотачивается на ответной реакции США, на сорванную террористическую атаку, и в частности возмездие народа против лиц, ответственных за планирование. Запись разговора между террористом с бомбой, где высокопоставленные чиновники из трёх стран Ближнего Востока (которые никак не обозначены) договариваются, чтобы вовлечь эти страны в заговор. Однако, из-за сомнения Джека Бауэра, Палмер оттягивает, военные действия, пока он не имеет абсолютных доказательств того, что запись является подлинной. Большинство из его кабинета голосованием освобождают Палмера от его должности в соответствии с разделом 4 двадцать пятой поправкой, считая его колебания признаком нерешительности и слабости, и, следовательно, считают что он неспособен эффективно руководить страной. Вице-президент, Джеймс Прескотт, возводится в ранг президента и выдаёт распоряжение о военном ударе против трёх стран.
Джек, Мишель и Тони ищут доказательства того, что запись является подделкой, в результате чего обнаруживают, что группа европейских и американских бизнесменов, заинтересованных в войне с ближним Востоком, планировала воспользоваться стремительным ростом цен на нефть в результате конфликта. После доказательств, Палмер восстановлен в должности президента, во многом благодаря его бывшей жене Шерри Палмер (которая рискует своей жизнью для доказательства, и которая также косвенно имеет отношения к событиям дня). Восемь членов кабинета министров и вице-президент подают в отставку (Палмер не принимает их отставку), и Палмер сообщает своим сотрудникам, что он считает, что только самые строгие доказательства враждебных намерений могут послужить для развязывания войны. Однако Президент освобождает от должности начальника штаба Майка Новика, который не поддерживал его до самой последней минуты, несмотря на то, что являлся его самым доверенным лицом.
Как и в первом сезоне, второй сезон заканчивается неожиданный поворот. Ситуация разрешается без массовой гибели людей (кроме Джорджа Мейсона, который умирал от радиации и убедил Джека, чтобы позволить ему лететь на самолёте), но Президент Палмер рухнет на асфальт после того, как произносит речь, будучи атакован с помощью биологического оружия Мэнди, которая покушалась на убийство. Зрители были вынуждены ждать до третьего сезона, чтобы увидеть, пережил ли нападение Палмер. Внезапный переход от ядерного оружия к биологическому и предвещает третий сезон, который первоначально ставит в центр сюжета угрозу вируса.
Видеоигра «24: The Game» рассказывала о времени между 2 и 3 сезонами. Президент Палмер недееспособен от биологического оружия, использованного Мэнди, и многие обязанности выполняет вице-президент.

### Повороты сюжета, влияющие на следующие сезоны
Повороты сюжета, влияющие на будущие сезоны
- Бомбардировка КТО.
- Нина Майерс получает иммунитет.
- Смерть Джорджа Мейсона.
- Джек восстанавливает отношения со своей дочерью.
- Развиваются отношения между Тони Алмейда и Мишель Десслер.
- Дружба между Джеком и Кейт.
- Отставка Майка Новика из штаба Дэвида Палмера.
- Покушение на Дэвида Палмера.

## Персонажи

### Основной состав
- Джек Бауэр (Кифер Сазерленд) главный герой сериала. Бывший агент КТО.
- Кейт Уорнер (Сара Уинтер) дочь крупного бизнесмена Боба Уорнера, впоследствии помогает Джеку в предотвращении теракта.
- Ким Бауэр (Элиша Катберт) дочь Джека. Работает гувернанткой в семье Мэтисонов.
- Джордж Мэйсон (Ксандер Беркли) директор КТО.
- Тони Алмейда (Карлос Бернард) аналитик, затем директор КТО.
- Шерри Палмер (Пенни Джонсон Джеральд) бывшая жена Дэвида Палмера.
- Дэвид Палмер (Деннис Хэйсберт) президент США.

### Приглашённые актёры
- Мишель Десслер (Рейко Эйлсворт) агент КТО.
- Майк Новик (Джуд Чикколелла[англ.]) сотрудник президентской администрации.
- Боб Уорнер (Джон Терри) крупный бизнесмен.
- Мэри Уорнер (Лора Харрис) младшая дочь Боба Уорнера, сестра Кейт.
- Джеймс Прескотт (Алан Дэйл) вице-президент США
- Питер Кингсли (Тобин Белл) основной антагонист второго сезона.
- Гарри Мэтисон (Билли Бёрк) глава семьи, в которой Ким Бауэр работает гувернанткой.
- Нина Майерс (Сара Кларк) бывший агент КТО, арестованная за помощь террористам.
- Том Бейкер (Дэниел Дэ Ким) полевой агент КТО.
- Мэнди (Миа Киршнер) наёмный убийца.

## Производство
Кифер Сазерленд стал продюсером второго сезона. В интервью он пошутил, что «Фокс изначально не хотели дать мне повышение, и мне дали титул». В том же интервью Сазерленд упоминает, что пытался предлагать детали сюжета, которые были отвергнуты сценаристами.

### Трейлер
Оригинальный трейлер под названием «Готовьтесь» вышел в эфир в начале сентября 2002 года, чуть больше месяца до премьеры сезона. Он длился всего в 15 секунд. Джек рассказывал своей дочери, что она должна покинуть Лос-Анджелес.

## Эпизоды
| № общий | № в сезоне | Название                         | Режиссёр             | Автор сценария                                                                 | Дата премьеры   | Произв. код |
| ------- | ---------- | -------------------------------- | -------------------- | ------------------------------------------------------------------------------ | --------------- | ----------- |
| 25      | 1          | «Day 2: 8:00 a.m. — 9:00 a.m.»   | Джон Кассар          | Джоэл Сурноу и Майкл Лосефф                                                    | 29 октября 2002 | 2AFF01      |
| 26      | 2          | «Day 2: 9:00 a.m. — 10:00 a.m.»  | Джон Кассар          | Джоэл Сурноу и Майкл Лосефф                                                    | 5 ноября 2002   | 2AFF02      |
| 27      | 3          | «Day 2: 10:00 a.m. — 11:00 a.m.» | Джеймс Уитмор-мл.    | Говард Гордон                                                                  | 12 ноября 2002  | 2AFF03      |
| 28      | 4          | «Day 2: 11:00 a.m. — 12:00 p.m.» | Джеймс Уитмор-мл.    | Реми Обушон                                                                    | 19 ноября 2002  | 2AFF04      |
| 29      | 5          | «Day 2: 12:00 p.m. — 1:00 p.m.»  | Джон Кассар          | Гил Грант                                                                      | 26 ноября 2002  | 2AFF05      |
| 30      | 6          | «Day 2: 1:00 p.m. — 2:00 p.m.»   | Джон Кассар          | Элизабет М. Косин                                                              | 3 декабря 2002  | 2AFF06      |
| 31      | 7          | «Day 2: 2:00 p.m. — 3:00 p.m.»   | Джеймс Уитмор-мл.    | Вёрджил Уильямс                                                                | 10 декабря 2002 | 2AFF07      |
| 32      | 8          | «Day 2: 3:00 p.m. — 4:00 p.m.»   | Джеймс Уитмор-мл.    | Джоэл Сурноу и Майкл Лосефф                                                    | 17 декабря 2002 | 2AFF08      |
| 33      | 9          | «Day 2: 4:00 p.m. — 5:00 p.m.»   | Родни Чартерс        | Говард Гордон                                                                  | 7 января 2003   | 2AFF09      |
| 34      | 10         | «Day 2: 5:00 p.m. — 6:00 p.m.»   | Родни Чартерс        | Дэвид Эрман                                                                    | 14 января 2003  | 2AFF10      |
| 35      | 11         | «Day 2: 6:00 p.m. — 7:00 p.m.»   | Фредерик Кинг Келлер | Гил Грант                                                                      | 4 февраля 2003  | 2AFF11      |
| 36      | 12         | «Day 2: 7:00 p.m. — 8:00 p.m.»   | Фредерик Кинг Келлер | Эван Кац                                                                       | 11 февраля 2003 | 2AFF12      |
| 37      | 13         | «Day 2: 8:00 p.m. — 9:00 p.m.»   | Джон Кассар          | Морис Хёрли                                                                    | 18 февраля 2003 | 2AFF13      |
| 38      | 14         | «Day 2: 9:00 p.m. — 10:00 p.m.»  | Джон Кассар          | Джоэл Сурноу и Майкл Лосефф                                                    | 25 февраля 2003 | 2AFF14      |
| 39      | 15         | «Day 2: 10:00 p.m. — 11:00 p.m.» | Иэн Тойнтон          | Роберт Кокран                                                                  | 4 марта 2003    | 2AFF15      |
| 40      | 16         | «Day 2: 11:00 p.m. — 12:00 a.m.» | Иэн Тойнтон          | Говард Гордон и Эван Кац                                                       | 25 марта 2003   | 2AFF16      |
| 41      | 17         | «Day 2: 12:00 a.m. — 1:00 a.m.»  | Джон Кассар          | Эван Кац и Гил Грант                                                           | 1 апреля 2003   | 2AFF17      |
| 42      | 18         | «Day 2: 1:00 a.m. — 2:00 a.m.»   | Джон Кассар          | Джоэл Сурноу и Майкл Лосефф                                                    | 8 апреля 2003   | 2AFF18      |
| 43      | 19         | «Day 2: 2:00 a.m. — 3:00 a.m.»   | Джеймс Уитмор-мл.    | Говард Гордон                                                                  | 15 апреля 2003  | 2AFF19      |
| 44      | 20         | «Day 2: 3:00 a.m. — 4:00 a.m.»   | Джеймс Уитмор-мл.    | Нил Коэн                                                                       | 22 апреля 2003  | 2AFF20      |
| 45      | 21         | «Day 2: 4:00 a.m. — 5:00 a.m.»   | Иэн Тойнтон          | Роберт Кокран и Говард Гордон                                                  | 29 апреля 2003  | 2AFF21      |
| 46      | 22         | «Day 2: 5:00 a.m. — 6:00 a.m.»   | Иэн Тойнтон          | Вёрджил Уильямс и Даппи Деметриус                                              | 6 мая 2003      | 2AFF22      |
| 47      | 23         | «Day 2: 6:00 a.m. — 7:00 a.m.»   | Джон Кассар          | Гил Грант и Эван Кац                                                           | 13 мая 2003     | 2AFF23      |
| 48      | 24         | «Day 2: 7:00 a.m. — 8:00 a.m.»   | Джон Кассар          | Телесценарий: Джоэл Сурноу и Майкл Лосефф Сюжет: Роберт Кокран и Говард Гордон | 20 мая 2003     | 2AFF24      |